# Kevin Mwamba
Pour les articles homonymes, voir Mwamba.
Kevin Mwamba (né le 8 octobre 1992) est un sportif professionnel français de football américain jouant au poste de tight end dans la European League of Football (ELF) depuis la saison 2021.
Après y avoir joué pendant deux saisons pour la Francfort Galaxy, il rejoint les Mousquetaires de Paris dès la saison 2024.

## Biographie

### Joueur
Kevin Mwamba commence la pratique du football américain au sein de l'équipe de jeunes du Flash de La Courneuve en 2009. Jouant initialement au poste de quarterback, il est replacé au poste de tight end pendant ses années junior. Durant sa deuxième saison, il atteint la finale du championnat de France U19 et est désigné MVP de son équipe. Senior en 2011, il remporte le championnat de France de football américain de Division 1. Cette même saison, il atteint la finale du championnat d'Europe junior avec l'équipe de France U19. Pour sa dernière saison en tant que junior, il remporte le championnat de France U19 avec l'équipe du Flash.[réf. nécessaire]
De 2014 à 2018, Kevin Mwamba est désigné capitaine de l'équipe du Flash de La Courneuve où, au cours des deux dernières saisons, il remporte deux titres de champion de France. En 2015, il est sélectionné pour participer à la coupe du monde de football américain qui se dispute dans l'Ohio aux États-Unis et où la France termine quatrième[réf. nécessaire]. Deux saisons plus tard, il remporte avec l'équipe de France les jeux mondiaux joués à Wrocław en Pologne[réf. nécessaire]. En 2018, Mwamba fait partie de l'équipe de France qui est sacrée championne d'Europe à Vantaa en Finlande. Il y joue un rôle crucial en finale contre l'Autriche, en réussissant deux réceptions pour un gain total de 42 yards. 
Les Dukes d'Ingolstadt (en) recrutent ensuite Kevin Mwamba pour la saison 2019 du championnat d'Allemagne (GFL), mais leur collaboration prend fin après seulement deux matchs. Quelques semaines plus tard, Mwamba est recruté par les Royals de Potsdam (en) du même championnat. En sept matchs avec cette équipe, il réussit neuf réceptions pour un total de 55 yards et un touchdown.
Durant la première saison de la nouvelle ligue européenne de football américain (European League of Football (ELF), Kevin Mwamba joue pour la Frankfurt Galaxy, franchise basée en Hesse. Il atteint la finale où il inscrit un touchdown crucial dans le dernier quart-temps, contribuant ainsi à la conquête du titre 2021 de la ELF. Il reste à Francfort les deux saisons suivantes.
Durant l'intersaison 2023-2024, Kevin Mwamba décide de revenir en France et signe avec les Mousquetaires de Paris, franchise créée la saison précédente.

### Entraîneur
Pendant sa carrière de joueur, Kevin Mwamba a également officie en tant qu'entraîneur. Dès l'âge de 18 ans, il prend en charge les premières équipes. À La Courneuve, il assume le rôle d'entraîneur pour l'équipe de flag, ainsi que pour diverses équipes juniors (U14 jusqu'aux U19), en plus de diriger l'équipe féminine,. De plus, pour la saison 2018/19, il prend en charge l'entraînement des running backs des Molosses d'Asnières dans le cadre de leur préparation.

## Statistiques
Dernière mise à jour : 17 août 2025
| Année | Équipe                 | Compétition | MJ |     | Réceptions | Réceptions | Réceptions | Réceptions | Réceptions | Réceptions |
| ----- | ---------------------- | ----------- | -- | --- | ---------- | ---------- | ---------- | ---------- | ---------- | ---------- |
| Année | Équipe                 | Compétition | MJ | Nb. | Yards      | Y/R        | + Lg.      | TD         | Y/M        |            |
| 2019  | Ingolstadt Dukes       | GFL         | 02 | 06  | 040        | 06,7       | 10         | 0          | 20,0       |            |
| 2019  | Potsdam Royals         | GFL         | 07 | 09  | 055        | 06,1       | 18         | 1          | 07,9       |            |
| 2021  | Francfort Galaxy       | ELF         | 08 | 10  | 110        | 11,0       | 21         | 3          | 13,8       |            |
| 2022  | Francfort Galaxy       | ELF         | 09 | 23  | 273        | 11,9       | 51         | 3          | 30,3       |            |
| 2023  | Francfort Galaxy       | ELF         | 12 | 28  | 369        | 13,2       | 29         | 2          | 30,8       |            |
| 2024  | Mousquetaires de Paris | ELF         | 13 | 26  | 217        | 08,3       | 27         | 2          | 16,7       |            |
| 2025  | Mousquetaires de Paris | ELF         | 10 | 16  | 172        | 10,8       | 25         | 0          | 17,2       |            |
| Total | Total                  | Total       | 61 | 118 | 1 236      | 10,5       | 51         | 11         | 20,3       |            |